# 空 (大黒摩季の曲)
『空』（そら）は、大黒摩季の17枚目のシングル。1997年5月28日にB-Gram RECORDSよりリリースされた。

## 概要
表題曲「空」は、フジテレビ系列で放送されたテレビアニメ『中華一番!』の初代オープニングテーマとして使用された。当アニメは、放送開始から終了まで一貫してビーイング系の歌手が主題歌を担当していた。
カップリング曲「SLOW DOWN」は長きに亘りどのアルバムにも未収録の状態となっていたが、2016年に発売されたオールタイム・ベストアルバム『Greatest Hits 1991-2016 〜All Singles +〜』の【BIG盤】にて初めて収録された。
シングルの売上は前作「ゲンキダシテ」を上回った。現時点（2023年8月）で20万枚を突破した最後のシングルとなっている。

## 収録曲
1. 空
作詞・作曲：大黒摩季 / 編曲：葉山たけし
2. SLOW DOWN
作詞・作曲：大黒摩季 / 編曲：葉山たけし
3. 空（オリジナル・カラオケ）
4. SLOW DOWN（オリジナル・カラオケ）

## タイアップ
- フジテレビ系アニメ『中華一番!』1代目オープニングテーマ